# Vauxhall Motors
Vauxhall Motors Limited (popularmente conocido como Vauxhall) es una marca de la industria automotriz británica, actualmente propiedad del grupo Stellantis. Fue fundado en 1857 por Alexander Wilson para fabricar bombas y motores para navegación marítima, hasta que en 1905 desarrolló su primer automóvil. La fábrica se mudó del barrio londinense de Vauxhall a Luton en 1905 y abandonó el nombre Vauxhall Iron Works para tomar la designación actual en 1907. General Motors compró la empresa en el año 1925. Durante las siguientes décadas, la marca fue dejando de lado sus deportivos en favor de los turismos de gran producción.

## Historia

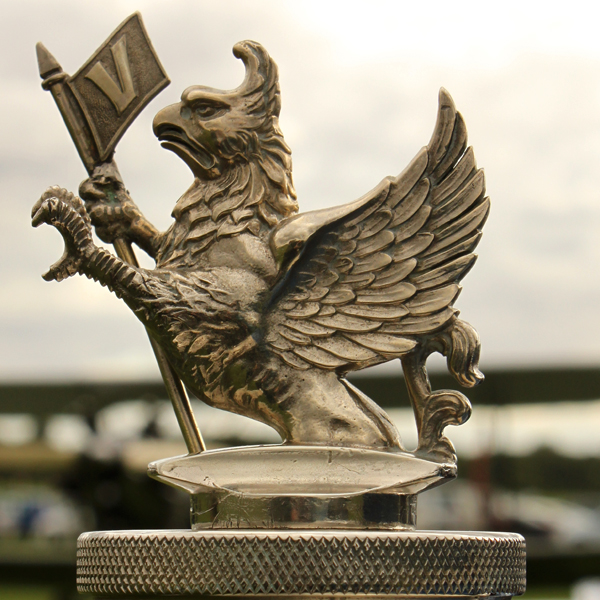
El grifo en el Vauxhall D-type de 1920

Desde los años 1970, prácticamente todos los Vauxhall son en realidad modelos de Opel rebautizados y con un frontal distinto. Hasta ese decenio, ambas marcas coexistían oficialmente en las islas británicas. Los concesionarios de Opel en Gran Bretaña pasaron a ser Vauxhall en 1986 y al año siguiente ocurrió lo inverso en Irlanda.
A principios de los años 1990, las nuevas generaciones de los distintos modelos de Opel y Vauxhall tomaron designaciones idénticas, lo que significó cambios a ambos lados del Canal de la Mancha. Las versiones deportivas de Opel llamadas "OPC" ("Opel Performance Center") toman la denominación "VXR" en los Vauxhall.
A lo largo de su historia, esta marca pasó por sucesivas administraciones. Fue adquirida en 1925 por General Motors y prácticamente se convirtió en la subsidiaria inglesa del fabricante alemán Opel. Tras una serie de acuerdos de cooperación y negociaciones, este tándem fue adquirido a GM por el francés Groupe PSA, en 2017. Finalmente, tras la fusión de PSA con el grupo Fiat Chrysler Automobiles, es propiedad del grupo Stellantis desde 2021.
Los modelos de Opel son vendidos bajo la marca Vauxhall en Gran Bretaña. Opel era la marca principal de GM en Europa excepto en Gran Bretaña, donde lo era Vauxhall. Sus modelos eran diseños diferentes a los de Opel hasta los años 1970. El nombre de Opel desapareció completamente en 1981 después de que los concesionarios se fusionaran, con solamente el Manta y Monza, la versión cupé del Senator vendidos como Opel, hasta que fueron retirados en 1986 y 1993, respectivamente.[cita requerida]
Vauxhall comenzó adoptando los nombres de Opel para sus modelos, con la excepción del Kadett, que fue reemplazado por el Astra, ya empleado por Vauxhall en 1991. En otros mercados de conducción por la izquierda de Europa como Irlanda, Chipre y Malta, la marca principal de GM es Opel y, durante varios años, la marca Opel patrocinó a la selección de fútbol de Irlanda con el eslogan Ireland's Number One Supporter (en inglés, seguidor o hincha número uno de Irlanda). De todas formas, muchos coches Vauxhall importados del Reino Unido de segunda mano se siguen vendiendo en Irlanda.
En 2016 reportó una producción total de 118 182 vehículos.
Su director ejecutivo es James Taylor desde 2022.
| Ciudad         | Desde | Productos                                    | Comentarios             | Empleados |
| -------------- | ----- | -------------------------------------------- | ----------------------- | --------- |
| Luton          | 1907  | Vivaro                                       | Sede de Vauxhall Motors | 1100      |
| Ellesmere Port | 1962  | Astra (Sports Tourer de 5 puertas); Astravan |                         | 2100      |

## Gama actual

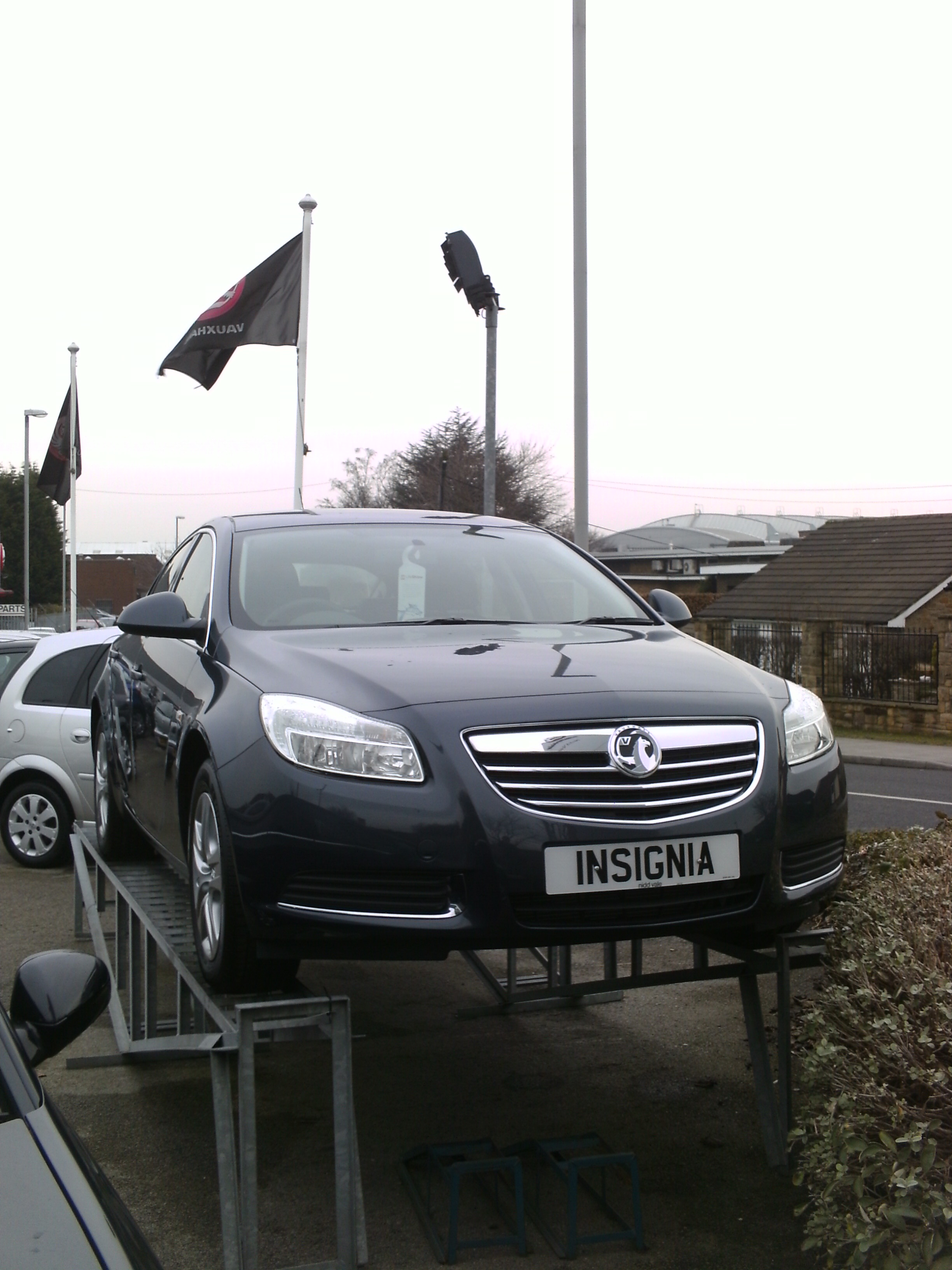
Vauxhall Insignia

- Vauxhall Corsa, turismo del segmento B (1993-presente)
- Vauxhall Astra, turismo del segmento C (1979-presente)
- Vauxhall Vectra, turismo del segmento D (1995-2009)
- Vauxhall Signum, turismo del segmento D (2004-2009)
- Vauxhall VXR8, turismo del segmento E (2007-2017)
- Vauxhall Agila, monovolumen del segmento A (2000-2014)
- Vauxhall Meriva, monovolumen del segmento B (2002-2017)
- Vauxhall Zafira, monovolumen del segmento C (1999-2019)
- Vauxhall Tigra, automóvil deportivo (1994-2000) (2004-2009)
- Vauxhall Combo, furgoneta pequeña (1993-presente)
- Vauxhall Vivaro, furgoneta mediana (2001-presente)
- Vauxhall Movano, furgoneta grande (1999-2021)
- Vauxhall Crossland, todocamino del segmento B (2017-presente)
- Vauxhall Grandland, todoterreno del segmento C (2017-presente)
- Vauxhall Insignia, turismo del segmento D (2008-2022)
- Vauxhall Mokka, todoterreno del segmento B (2012-presente)
- Vauxhall Omega, turismo del segmento E (1986-2003)
- Vauxhall Calibra, deportivo (1989-1997)
- Vauxhall Senator/Royale, turismo del segmento E (1978-1993)
- Vauxhall Ampera, híbrido enchufable del segmento C (2010-2021)
- Vauxhall Cascada, deportivo (2013-2019)
- Vauxhall Adam, turismo del segmento A (2013-2019)
- Vauxhall Karl/Viva, turismo del segmento A (2014-2019)